# Meta Camara
Meta Camara (Senegal, 14 de agosto de 1997) es una futbolista senegalesa que juega en la posición de centrocampista.

## Clubes
| Club            | País    | Año   |
| --------------- | ------- | ----- |
| Bourges Foot 18 | Francia | 2021- |